# 多花山柑
多花山柑（学名：Capparis multiflora）为山柑科山柑属的植物。其种加词“multiflora”意为“多花的”。分布于缅甸、锡金、不丹、印度以及中国大陆的云南等地，生长于海拔1,500米的地区，多生在沟谷林中，目前尚未由人工引种栽培。